# 迪林 (堪薩斯州)
迪林（英語：Dearing）是一個位於美國堪薩斯州蒙哥馬利縣的城市。

## 地方資料
根據2020年美國人口普查的數據，迪林的面積為3.92平方千米，當中陸地面積為3.92平方千米，而水域面積為0.00平方千米。當地共有人口382人，而人口密度為每平方千米97.45人。